# Гастерен
Гастерен (нід. Gasteren) — село в нідерландській провінції Дренте. Входить до муніципалітету А-ен-Гюнзе.
Його площа становить 9,14 км², а населення станом на 2021 рік складало 400 осіб.

## Галерея

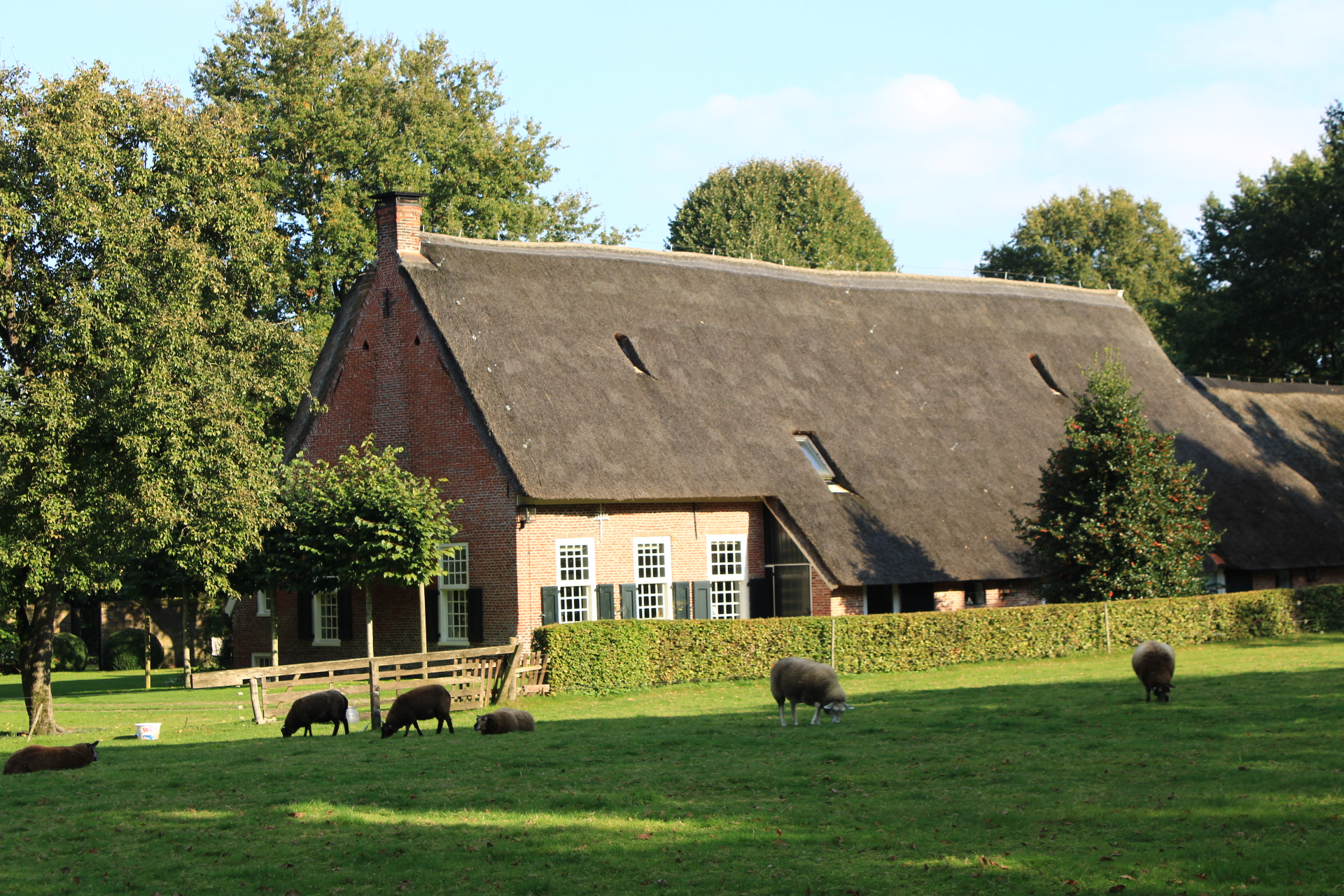
Ферма у селі
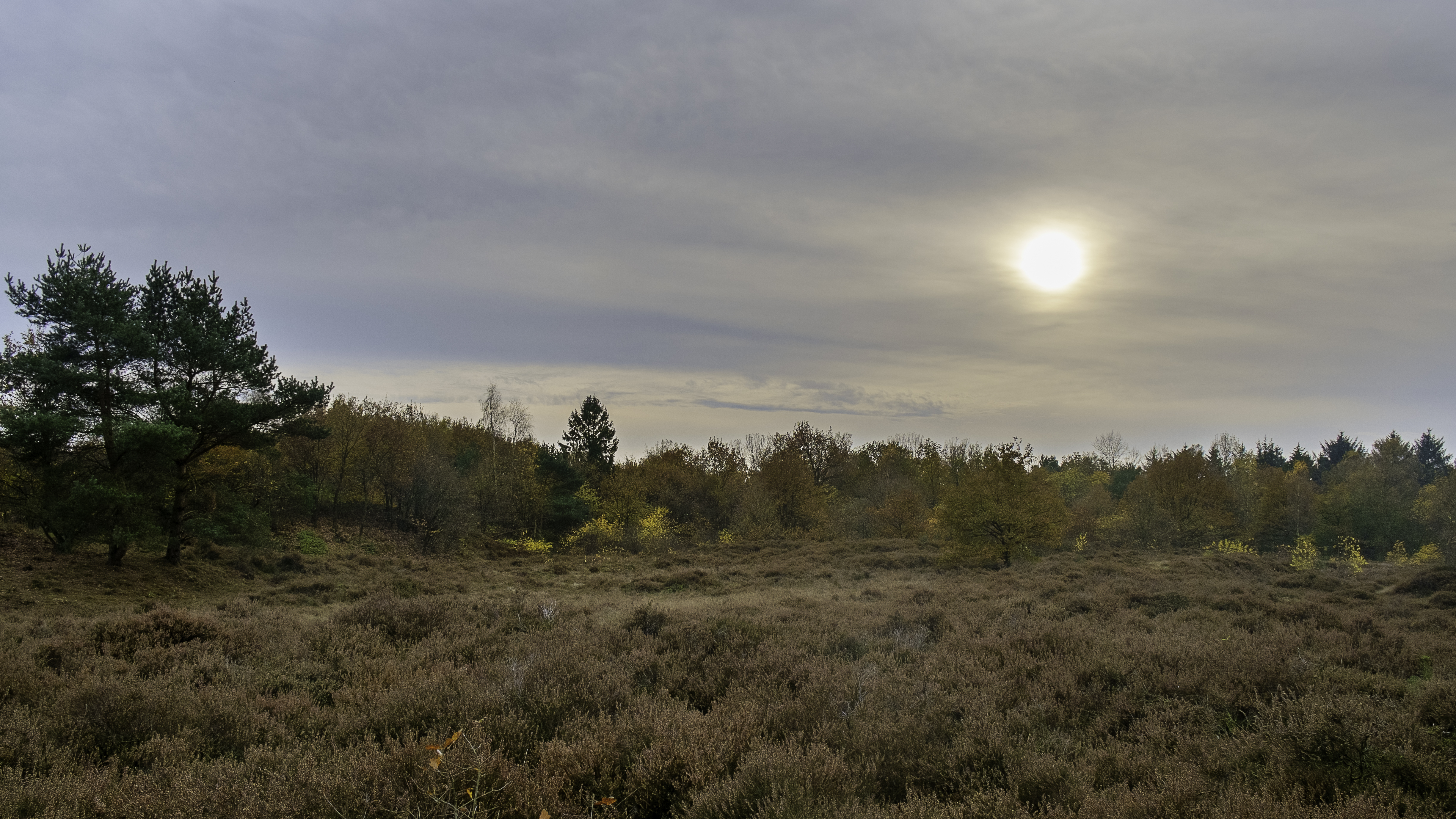
Дюни в Гастерен
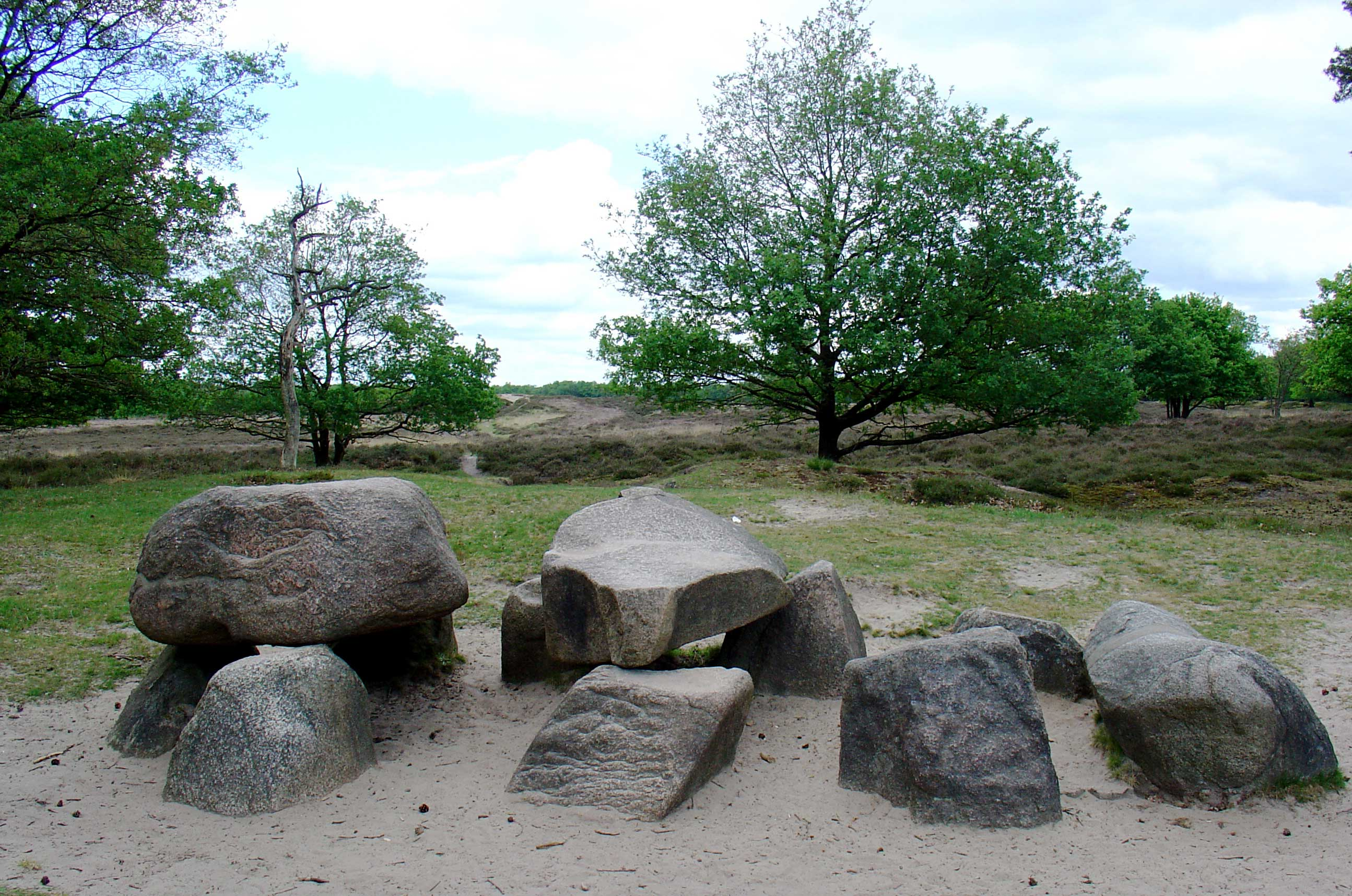
Дольмен поблизу села